# Mohamed Bouazizi
Tarek al-Tayyib Muhammad ibn Bouazizi  (Sidi Bouzid, 29 de março de 1984 – Ben Arous, 4 de janeiro de 2011), mais conhecido como Mohamed Bouazizi (em árabe: محمد البوعزيزي‎) foi um vendedor de rua tunisino cuja autoimolação no dia 17 de dezembro de 2010 foi o estopim dos protestos na Tunísia que levaram ao então presidente Ben Ali a renunciar depois de 23 anos no poder.

## Biografia
Bouazizi perdeu seu pai quando tinha 3 anos e desde os 10 ele trabalhava nas ruas depois do colégio, apesar disso estudou e se formou em engenharia, mas como não conseguiu arranjar um emprego formal, começou a vender frutas e legumes para se manter e ajudar sua família. Bouazizi ajudava sua mãe e irmã através de uma renda de 75 dólares mensais.
Na sexta feira, 17 de dezembro de 2010, Mohamed Bouazizi colocou fogo em si mesmo e morreu 18 dias depois às 17h30 na terça-feira, 4 de janeiro de 2011 em um hospital na cidade de Ben Aros. 5 000 pessoas participaram da procissão funerária.                               

## Protestos e apoio
As autoridades da cidade confiscaram o carrinho de frutas de Bouazizi, alegando ser ilegal a venda ambulante na Tunísia. Assim, Mohamed decidiu ir à sede do governo regional para tentar defender seu caso com o governador, pois tinha poucas opções para ganhar a vida. Após receber um não ao seu pedido, comprou duas garrafas de diluente e colocou fogo em si mesmo na frente do prédio.
Autoridades disseram que Bouazizi não tinha permissão para vender nas ruas, porém de acordo com Hamdi Lazhar (ministro do trabalho) nenhuma permissão é necessária para vender com um carrinho. Salem e Samia Bouazizi, respectivamente mãe e irmã de Bouazizi, afirmaram que autoridades tentaram por diversas vezes extorquir dinheiro do vendedor ambulante.
Também foi relatado que Mohamed foi humilhado publicamente quando uma funcionária municipal rasgou a Lei que ele havia impresso para mostrar que estava trabalhando legalmente, deu-lhe um tapa no rosto e o cuspiu, confiscando sua balança e jogando fora suas frutas. O fato de ela ser uma mulher, tornou a humilhação ainda maior. "Assim ele ficou irritado," disse Rochde Horchane, seu primo. Bouazizi foi reclamar com o governador local, mas ele não quis ouvir. "Meu primo falou, Se você não me olhar, eu vou me queimar," disse Horchane.
Ele deixou uma mensagem para sua mãe no Facebook pedindo perdão por ter perdido a esperança em tudo e disse que a culpa era dos tempos ruins que a humanidade passava. Então ele comprou diluente, encharcou-se em frente ao prédio do governo local e pôs-se em chamas, como era muito conhecido as testemunhas conseguiram impedir a morte imediata mas cerca de 99% do corpo havia sido queimado. Ele foi então transferido para um hospital perto de Túnis e morreu no dia 4 de janeiro de 2011. O fato do ditador ter ido visitá-lo (achando que seria melhor para sua imagem) e pedido para os médicos pararem o tratamento para tirar uma foto com ele gerou ódio e repúdio de grande parte da população e a partir daí houve o grande início da primavera árabe.

## Prémio Sakharov
Em outubro de 2011 o Parlamento Europeu distinguiu cinco personalidades ligadas à Primavera Árabe, entre as quais Bouazizi, com o Prémio Sakharov.